# Tonatia
Tonatia — рід родини листконосові (Phyllostomidae), ссавець ряду лиликоподібні (Vespertilioniformes, seu Chiroptera).

## Опис
Хутро довге і пухнасте. Колір спинної частини варіюється від сірого до темно-коричневого, а нижня частина, як правило, світліша. Морда коротка. Вуха великі, округлі і розділені. Зубна формула: 2/1, 1/1, 2/3, 3/3 = 32.

## Поширення
Населяє Центральну й Південну Америку.

## Поведінка
Раціон складається в основному з комах, споживає також фрукти.